# Rhizidium verrucosum
Rhizidium verrucosum är en svampart som beskrevs av Karling 1944. Rhizidium verrucosum ingår i släktet Rhizidium och familjen Chytridiaceae.   Inga underarter finns listade i Catalogue of Life.